# 助高屋高助 (2代目)

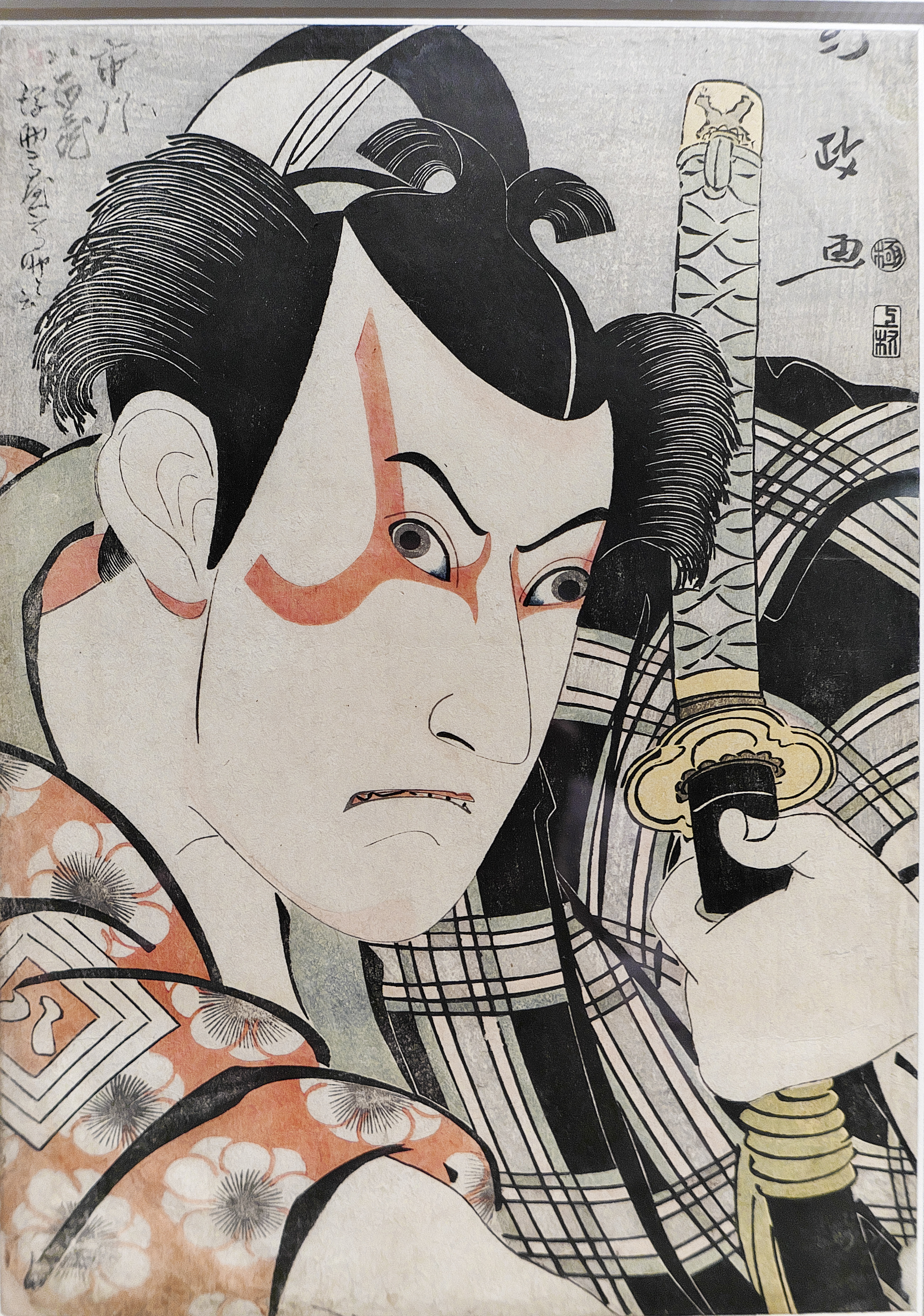
三代目市川八百蔵（当時）の梅王丸。寛政7年（1795年）7月、江戸都座『菅原伝授手習鑑』より。歌川国政画。

二代目 助高屋 高助（すけたかや たかすけ、延享4年〈1747年〉 -  文政元年12月13日 〈1819年1月3日〉）とは、宝暦から文化の末頃にかけての歌舞伎役者。屋号は紀伊國屋、立花屋。俳名は中車・遮莫・亀音・路舟・高賀。

## 来歴
二代目澤村宗十郎の長男で、三代目澤村宗十郎の兄にあたる。宝暦10年（1760年）春に澤村金平と名乗り江戸中村座で初舞台を踏む。明和4年（1767年）11月澤村四郎五郎と改名。明和6年11月二代目瀬川菊之丞の門下となり、瀬川雄次郎と名を改めて女形となる。しかし二代目菊之丞が死去すると瀬川家を去り立役に転じ、安永6年（1777年）11月、澤村四郎五郎の名に復した。安永8年（1779年）11月、五代目市川團十郎門下となって三代目市川八百蔵を襲名。文化元年（1804年）11月、祖父の名である助高屋高助を襲名する。文化3年（1806年）5月に助高屋四郎五郎と改名するが、文化5年に再び助高屋高助と名乗った。文化14年（1817年）6月に江戸桐座に出演して後は旅回りをするようになり、文政元年12月、奥州福島での興行に出演中死去した。享年72。
当り役は『仮名手本忠臣蔵』の勘平・塩冶判官・平右衛門、『菅原伝授手習鑑』の桜丸、『富岡恋山開』の玉屋新兵衛など。風格がよく、地芸（写実的な演技）と所作事の双方に秀で、時代物と世話物の双方を得意とする、文字通り和事と実事を折衷した和実に代表されるような芸器用な役者だった。子に二代目瀬川雄次郎がいる。